# Redwashing

El rojo ha sido históricamente un color asociado con las diferentes corrientes de izquierda política.

Redwashing (del inglés red, rojo, y whitewash, blanquear o encubrir), lavado rojo o lavado de imagen rojo, es una forma de propaganda en la que se utilizan discursos de izquierda de manera engañosa para promover la percepción de que una organización, empresa o persona está comprometida con la igualdad social. La Fundéu también traduce -washing como impostura.
Se trata de una práctica común entre partidos políticos de derecha, de centro o liberales durante actos públicos, especialmente durante el período electoral. En sus discursos afirman respaldar la igualdad, por ejemplo, apoyando el control del mercado, la lucha contra la pobreza o defendiendo las mismas oportunidades para toda la ciudadanía. Sin embargo, una vez alcanzado el gobierno promueven contrariamente una mayor desigualdad social.
En ocasiones el término redwashing también  se utiliza para denominar la práctica de desprestigiar a una determinada organización o partido político que realmente defiende la igualdad social. En estos casos, se busca deslegitimar el argumentario de estos colectivos al presentarlo como extremista u obsoleto, buscando dar la impresión de que se trata de una ideología de izquierdas peligrosa para el conjunto social y en contraposición a otro ideario que se evidencia como más razonable.